# Trichacis cornicola
Trichacis cornicola är en stekelart som först beskrevs av William Harris Ashmead 1893.  Trichacis cornicola ingår i släktet Trichacis och familjen gallmyggesteklar. Inga underarter finns listade i Catalogue of Life.